# Élections générales espagnoles de 1977
Les élections générales espagnoles de 1977 se sont tenues le 15 juin 1977, afin d'élire les trois cent cinquante députés et les deux cent sept sénateurs de la législature constituante espagnole.

## Contexte
Le 20 novembre 1975, le général Francisco Franco, chef de l'État depuis 1939, à la tête d'un régime autoritaire, meurt après une longue agonie.
Il est remplacé par Juan Carlos Ier de Borbón y Borbón, marquant ainsi le rétablissement formel de la monarchie en Espagne. Le souverain conserve d'abord le dernier président du gouvernement de Franco, Carlos Arias Navarro, avant de le remplacer, le 4 juillet 1976, par Adolfo Suárez, avec qui il entreprend de liquider le franquisme et d'engager le pays vers un retour à la démocratie. Le 18 novembre suivant, les Cortes franquistes votent la loi pour la réforme politique (Ley para la Reforma Política), qui entérine la fin du régime et prépare les élections constituantes. La loi est ratifiée le mois suivant par référendum, à plus de 94 % des voix, et promulguée au début de l'année 1977. Les principaux partis politiques, dont le Parti socialiste ouvrier espagnol (PSOE) et le Parti communiste d'Espagne (PCE), sont légalisés le 8 février, tandis que le parti unique, la Phalange espagnole traditionaliste et des Juntes de l'offensive nationale syndicaliste (FET de las JONS) est dissous le 13 avril.

## Principaux partis
| Formation | Formation                                                           | Idéologie                                                | Chef de file                              |
| --------- | ------------------------------------------------------------------- | -------------------------------------------------------- | ----------------------------------------- |
|           | Union du centre démocratique Unión de Centro Democrático            | Centrisme Démocratie chrétienne, libéralisme             | Adolfo Suárez (Président du gouvernement) |
|           | Parti socialiste ouvrier espagnol Partido Socialista Obrero Español | Centre gauche Social-démocratie, progressisme            | Felipe González                           |
|           | Parti communiste espagnol Partido Comunista de España               | Gauche Communisme, républicanisme                        | Santiago Carrillo                         |
|           | Alliance populaire Alianza Popular                                  | Droite Conservatisme, monarchisme, démocratie chrétienne | Manuel Fraga                              |

## Résultats

### Congrès des députés
|                                                      |                                                                     |                                                       |            |       |        |  |  |  |  |  |  |  |  |  |
| Parti                                                | Parti                                                               | Parti                                                 | Voix       | %     | Sièges |  |  |  |  |  |  |  |  |  |
|                                                      | Union du centre démocratique (UCD)                                  | Union du centre démocratique (UCD)                    | 6 310 391  | 34,44 | 165    |  |  |  |  |  |  |  |  |  |
|                                                      |                                                                     | Parti socialiste ouvrier espagnol (PSOE)              | 4 501 504  | 24,57 | 103    |  |  |  |  |  |  |  |  |  |
|                                                      | Socialistes de Catalogne (PSC-PSOE)                                 | 870 362                                               | 4,75       | 15    |        |  |  |  |  |  |  |  |  |  |
| Total Parti socialiste ouvrier espagnol              | Total Parti socialiste ouvrier espagnol                             | 5 371 866                                             | 29,32      | 118   |        |  |  |  |  |  |  |  |  |  |
|                                                      |                                                                     | Parti communiste d'Espagne (PCE)                      | 1 151 758  | 6,28  | 12     |  |  |  |  |  |  |  |  |  |
|                                                      | Parti socialiste unifié de Catalogne (PSUC)                         | 558 132                                               | 3,04       | 8     |        |  |  |  |  |  |  |  |  |  |
| Total Parti communiste d'Espagne                     | Total Parti communiste d'Espagne                                    | 1 709 890                                             | 9,33       | 20    |        |  |  |  |  |  |  |  |  |  |
|                                                      |                                                                     | Alliance populaire (AP)                               | 1 386 438  | 7,62  | 15     |  |  |  |  |  |  |  |  |  |
|                                                      | AP-Coexistence catalane (CC)                                        | 108 333                                               | 0,59       | 1     |        |  |  |  |  |  |  |  |  |  |
|                                                      | Alliance forale navarraise (AFN)                                    | 21 900                                                | 0,12       | 0     |        |  |  |  |  |  |  |  |  |  |
| Total Alliance populaire                             | Total Alliance populaire                                            | 1 526 671                                             | 8,33       | 16    |        |  |  |  |  |  |  |  |  |  |
|                                                      |                                                                     | Parti socialiste populaire-Unité socialiste (PSP-US)  | 816 582    | 4,46  | 6      |  |  |  |  |  |  |  |  |  |
|                                                      | Centre-gauche d'Albacete (CIA)                                      | 11 879                                                | 0,06       | 0     |        |  |  |  |  |  |  |  |  |  |
| Total Unité socialiste-Parti socialiste populaire    | Total Unité socialiste-Parti socialiste populaire                   | 828 461                                               | 4,52       | 6     |        |  |  |  |  |  |  |  |  |  |
|                                                      | Pacte démocratique pour la Catalogne (es) (PDPC)                    | Pacte démocratique pour la Catalogne (es) (PDPC)      | 514 647    | 2,81  | 11     |  |  |  |  |  |  |  |  |  |
|                                                      |                                                                     | Fédération de la démocratie chrétienne (FDC) (FPD-ID) | 215 841    | 1,18  | 0      |  |  |  |  |  |  |  |  |  |
|                                                      | Union du centre et Démocratie chrétienne de Catalogne (es) (UCiDCC) | 172 791                                               | 0,94       | 2     |        |  |  |  |  |  |  |  |  |  |
|                                                      | Démocratie chrétienne basque (DCV)                                  | 26 100                                                | 0,14       | 0     |        |  |  |  |  |  |  |  |  |  |
|                                                      | Union démocratique des Îles Baléares (UDIB)                         | 2 946                                                 | 0,02       | 0     |        |  |  |  |  |  |  |  |  |  |
| Total Équipe chrétienne-démocrate de l'État espagnol | Total Équipe chrétienne-démocrate de l'État espagnol                | 417 678                                               | 2,28       | 2     |        |  |  |  |  |  |  |  |  |  |
|                                                      | Parti nationaliste basque (EAJ/PNV)                                 | Parti nationaliste basque (EAJ/PNV)                   | 296 193    | 1,62  | 8      |  |  |  |  |  |  |  |  |  |
|                                                      | Gauche de Catalogne (EC-FED) (ERC-EC-PTC)                           | Gauche de Catalogne (EC-FED) (ERC-EC-PTC)             | 149 954    | 0,79  | 1      |  |  |  |  |  |  |  |  |  |
|                                                      |                                                                     | Alliance socialiste démocratique (ASDCI)              | 101 916    | 0,56  | 0      |  |  |  |  |  |  |  |  |  |
|                                                      | PSOE historique                                                     | 21 242                                                | 0,12       | 0     |        |  |  |  |  |  |  |  |  |  |
|                                                      | Parti socialiste démocratique espagnol (PSDE)                       | 3 786                                                 | 0,02       | 0     |        |  |  |  |  |  |  |  |  |  |
| Total Alliance socialiste démocratique               | Total Alliance socialiste démocratique                              | 126 944                                               | 0,69       | 0     |        |  |  |  |  |  |  |  |  |  |
|                                                      | Front démocratique de gauche (FDI)                                  | Front démocratique de gauche (FDI)                    | 122 608    | 0,67  | 0      |  |  |  |  |  |  |  |  |  |
|                                                      |                                                                     | Alliance nationale du 18 juillet (AN18)               | 67 336     | 0,37  | 0      |  |  |  |  |  |  |  |  |  |
|                                                      | Phalange espagnole (FE-JONS)                                        | 25 017                                                | 0,14       | 0     |        |  |  |  |  |  |  |  |  |  |
|                                                      | Force nouvelle (FN)                                                 | 5 541                                                 | 0,03       | 0     |        |  |  |  |  |  |  |  |  |  |
| Total Alliance nationale du 18 juillet               | Total Alliance nationale du 18 juillet                              | 97 894                                                | 0,53       | 0     |        |  |  |  |  |  |  |  |  |  |
|                                                      |                                                                     | Gauche basque (EE)                                    | 61 417     | 0,34  | 1      |  |  |  |  |  |  |  |  |  |
|                                                      | Union navarraise de gauche (UNAI)                                   | 24 489                                                | 0,13       | 0     |        |  |  |  |  |  |  |  |  |  |
| Total Gauche basque-Union navarraise de gauche       | Total Gauche basque-Union navarraise de gauche                      | 85 906                                                | 0,47       | 1     |        |  |  |  |  |  |  |  |  |  |
|                                                      | Regroupement électoral des travailleurs (AET)                       | Regroupement électoral des travailleurs (AET)         | 77 575     | 0,42  | 0      |  |  |  |  |  |  |  |  |  |
|                                                      | Réforme sociale espagnole (RSE)                                     | Réforme sociale espagnole (RSE)                       | 64 241     | 0,35  | 0      |  |  |  |  |  |  |  |  |  |
|                                                      | Phalange espagnole authentique (FE-JONS(A))                         | Phalange espagnole authentique (FE-JONS(A))           | 46 548     | 0,25  | 0      |  |  |  |  |  |  |  |  |  |
|                                                      | Front pour l'unité des travailleurs (FUT)                           | Front pour l'unité des travailleurs (FUT)             | 41 208     | 0,22  | 0      |  |  |  |  |  |  |  |  |  |
|                                                      | Candidature du centre indépendant aragonais (CAIC)                  | Candidature du centre indépendant aragonais (CAIC)    | 37 183     | 0,20  | 1      |  |  |  |  |  |  |  |  |  |
|                                                      | Parti socialiste basque (ESB/PSV)                                   | Parti socialiste basque (ESB/PSV)                     | 36 002     | 0,20  | 0      |  |  |  |  |  |  |  |  |  |
|                                                      | Mouvement communiste (MC)                                           | Mouvement communiste (MC)                             | 34 588     | 0,19  | 0      |  |  |  |  |  |  |  |  |  |
|                                                      | Parti socialiste du Pays valencien (PSPV)                           | Parti socialiste du Pays valencien (PSPV)             | 31 138     | 0,17  | 0      |  |  |  |  |  |  |  |  |  |
|                                                      | Candidatures indépendante de centre (CIC)                           | Candidatures indépendante de centre (CIC)             | 29 834     | 0,16  | 1      |  |  |  |  |  |  |  |  |  |
|                                                      | Parti socialiste galicien (PSG)                                     | Parti socialiste galicien (PSG)                       | 27 197     | 0,15  | 0      |  |  |  |  |  |  |  |  |  |
|                                                      | Autres                                                              | Autres                                                | 299 468    | 1,63  | 0      |  |  |  |  |  |  |  |  |  |
|                                                      | Vote blanc                                                          | Vote blanc                                            | 46 248     | 0,25  |        |  |  |  |  |  |  |  |  |  |
|                                                      |                                                                     |                                                       |            |       |        |  |  |  |  |  |  |  |  |  |
| Suffrages exprimés                                   | Suffrages exprimés                                                  | Suffrages exprimés                                    | 18 324 333 | 98,57 |        |  |  |  |  |  |  |  |  |  |
| Votes nuls                                           | Votes nuls                                                          | Votes nuls                                            | 265 797    | 1,43  |        |  |  |  |  |  |  |  |  |  |
| Total                                                | Total                                                               | Total                                                 | 18 590 130 | 100   | 350    |  |  |  |  |  |  |  |  |  |
| Abstention                                           | Abstention                                                          | Abstention                                            | 4 993 632  | 21,17 |        |  |  |  |  |  |  |  |  |  |
| Inscrits/Participation                               | Inscrits/Participation                                              | Inscrits/Participation                                | 23 583 762 | 78,83 |        |  |  |  |  |  |  |  |  |  |

### Sénat
| Parti | Parti                                                | Sièges |
| ----- | ---------------------------------------------------- | ------ |
|       | Union du centre démocratique (UCD)                   | 106    |
|       | Parti socialiste ouvrier espagnol (PSOE)             | 35     |
|       | Sénateurs pour la démocratie (SD)                    | 16     |
|       | Entente des catalans (Entesa)                        | 12     |
|       | Front autonome (FA)                                  | 10     |
|       | Progressistes et socialistes indépendants (PSI)      | 8      |
|       | Indépendants de Soria (IDS)                          | 4      |
|       | Candidature démocratique galicienne (CDG)            | 3      |
|       | Candidature aragonaise d'unité démocratique (CAUD)   | 3      |
|       | Démocratie et Catalogne (DiC)                        | 2      |
|       | Alliance populaire (AP)                              | 2      |
|       | Unité socialiste-Parti socialiste populaire (PSP-US) | 2      |
|       | Groupe électoral Xiriniacs (AEX)                     | 1      |
|       | Gauche basque (EE)                                   | 1      |
|       | Candidature du centre indépendant aragonais (CAIC)   | 1      |
|       | Assemblée majorquienne (es) (AM)                     | 1      |
| Total | Total                                                | 207    |

### Analyse
Au total 83 formations sont présentes sur le territoire national. L’une d’entre elles, Candidature Andaluza de Izquierda (Candidature andalouse de gauche), n’obtient aucune voix.
L'UCD, coalition politique centriste fondée en mai 1977, remporte clairement ce premier scrutin démocratique, en dépassant les 30 % des voix que le PSOE rate de justesse. Les centristes de Suárez, artisan de la démocratisation, échouent pourtant à remporter la majorité absolue au Congrès des députés, et l'obtiennent de peu au Sénat. Territorialement, ils l'emportent dans l'immense majorité des provinces, les socialistes s'imposant en Andalousie et les provinces valenciennes. À gauche, justement, le PSOE du jeune Felipe González l'emporte sans difficulté sur le PCE du vétéran Santiago Carrillo, qui n'arrive en tête nulle part. Les partis régionalistes, notamment en Catalogne et au Pays basque, totalisent 7 % des voix et 25 sièges. Enfin, AP, qui réunit d'anciens franquistes sous la direction de l'ancien ministre du Tourisme et de l'Information, Manuel Fraga obtient 16 sièges avec 8 % des voix,.

### Conséquences
Du fait de la victoire de l'UCD, le roi Juan Carlos Ier a confirmé Adolfo Suárez dans ses fonctions, qui a alors formé son deuxième gouvernement, le premier reposant sur une majorité démocratique depuis plus de quarante ans.